# 于都县
于都县（旧名雩都）是中国江西省赣州市所辖的一个县、位於 贛州市東部，貢水中游。東鄰瑞金市、會昌縣，南連會昌縣、安遠縣。西接贛縣區，北毗興國縣、寧都縣， 于都县是赣州唯一一个人口超百万的县。縣人民政府駐貢江鎭渡江大道566號。

## 历史沿革
西汉高祖六年（公元前201年）置雩都县，以北有雩山而得名。1957年6月1日起，因字生僻，由原名“雩都”更名为“于都”。
建县时幅员辽阔，所辖地域含现瑞金、会昌、石城、宁都、安远和寻乌诸县。素有“六县之母”和“闽、粤、湘三省往来之冲”之称。古时于都曾为赣南的政治、经济、文化、交通中心和军事要地，郡治设在于都近250年之久。
公元前201年（西汉高祖六年）建县，迄今已有2214年的历史。是赣南建县最早的三个县之一。
三国吴嘉禾五年（236年）在白鹿营分设阳都县（280年改宁都县）。
南朝梁大同十年（544年）在南乡分设安远县。
五代时分设石城县，南唐保大十一年（953年）将瑞金监升为瑞金县。
北宋太平兴国七年（982年）在九州分设会昌县。
苏区时期，先后分设雩都、胜利、登贤、瑞西、兴胜、雩西等县，中共赣南省委和省苏维埃政府驻雩都县城。
1949年雩都解放。先后属赣西南行政公署、赣南行政公署、赣州专区、赣州地区、赣州市。

## 地理

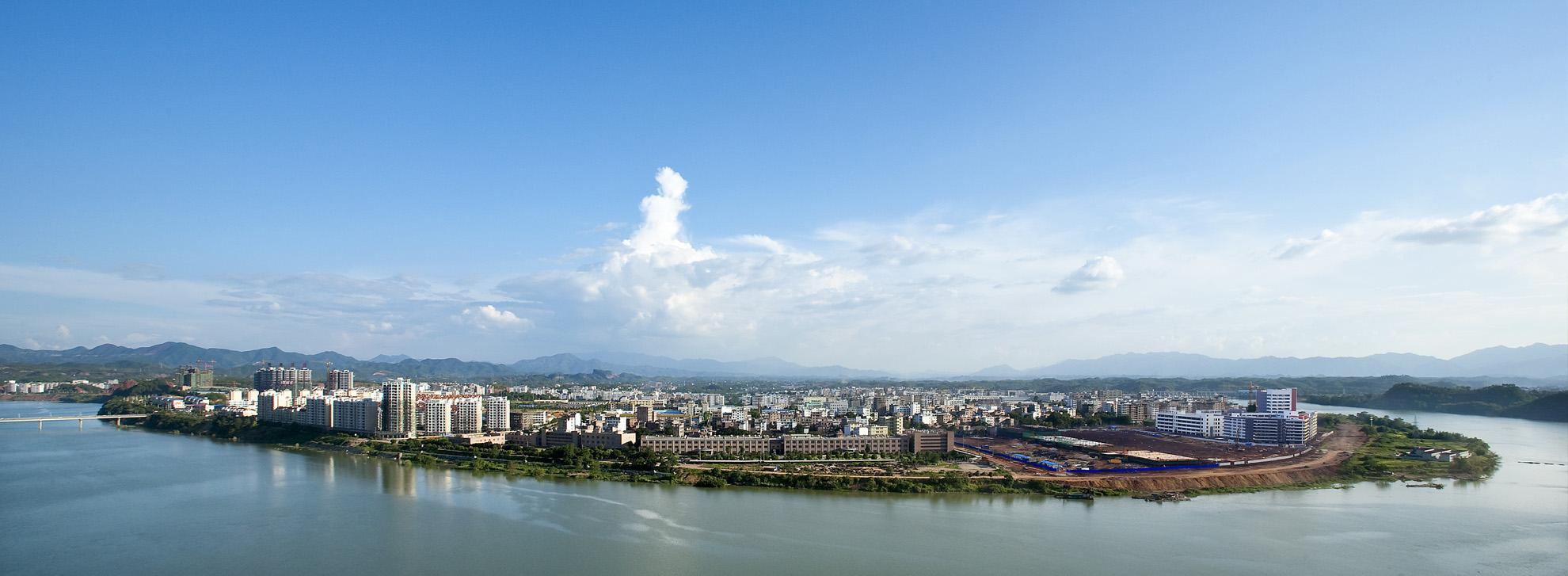
于都县城全景

因地处东经115°11'～115°49'，北纬25°35'8"～26°20'53"之间，属亚热带季风气候，土壤为红壤，质地粘重，雨量充沛，年均降水量1507mm，年日照时数1621.9小时，年均无霜期305天。境内有贡水、梅江、濂江等河流，其中贡水在境内的长度为66公里，河流总长1283公里，江河水面约16.2万亩，水力蕴藏量38.7万千瓦。一月和七月平均气温约为8.2℃和29.7℃，极端气温为39.9℃和－8℃，夏季闷热，冬季干冷，有寒潮、台风、高温和冰雹等灾害性天气影响。

## 行政区划
于都县下辖9个镇、14个乡：
贡江镇、铁山垅镇、盘古山镇、禾丰镇、祁禄山镇、梓山镇、银坑镇、岭背镇、罗坳镇、小溪乡、利村乡、新陂乡、靖石乡、黄麟乡、沙心乡、宽田乡、葛坳乡、桥头乡、马安乡、仙下乡、车溪乡、段屋乡、于都工业园和罗江乡。

## 交通
- 319国道， 323国道
- 赣龙铁路
- 厦蓉高速公路
- 兴泉铁路（规划中）

## 人口
2003年人口为90.2万，截至2017年末户籍总人口为111.5万，以客家人为主。
2021年，于都縣户籍總人口111.77萬人，比上年減少1686人，其中城鎮人口273330人，比上年增加353人，鄉村人口844462人，比上年減少2039人。常住人口906290人，比上年增加734人，其中城鎮人口404638人，鄉村人口501652人，城鎮化率44.65%，比上年提高0.9%。全年出生人口8354人，出生率9.22‰，死亡人口5609人，死亡率6.19‰，比上年基本持平，自然增長率3.03‰，下降0.01個千分點。

## 经济
2008年国民生产总值为64.4亿元。其中第一产业13.68亿元；第二产业29.96亿元；第三产业20.76亿元。2020年,全县完成生产总值279.43亿元,增长4.3%;财政总收入完成22.5亿元,其中一般公共预算收入14.23亿元;规模以上工业增加值增长4.6%;固定资产投资增长8.5%;社会消费品零售总额101亿元,增长3.4%;实际利用外资1.34亿美元,增长7.34%;城镇居民可支配收入33342元,增长6.3%;农村居民可支配收入13037元,增长9.3%。

## 自然资源
钨、铅、碳石、锌、稀土、石灰石、锡、铁、锰、金、银、铜等28种，尤其钨储量极丰富，钨精矿年产量达2997.26吨。

## 地方特产
- 道菜、柿饼、珍珠粉、眉公酥、米果、擂茶、烧卷子。
- 都梾木油：中国地理标志产品。

## 风景名胜
- 罗田岩摩崖石刻
- 屏山
- 中央红军长征出发地旧址（包括毛泽东周恩来等和中央直属机关长征第一渡口、中央红军各所属部队长征渡口、中央革命军事委员会旧址、中央红军第一军团部旧址、中央红军第五军团部旧址、赣南省苏维埃政府旧址暨长征前夕毛泽东旧居、赣南省委旧址、赣南省三级干部大会旧址八处）

- 赣南省三级干部大会旧址（于都县博物馆）
- 赣南省苏维埃政府旧址暨长征前夕毛泽东旧居
- 赣南省委旧址（原为天主教堂）
- 毛泽东、周恩来等和中央直属机关长征第一渡口
- 中央红军长征出发地纪念馆
- 中央红军长征出发地纪念园